# Статс-секретарь по делам Финляндии
Статс-секретарь по делам Финляндии (Министр-статс-секретарь по делам Великого княжества Финляндского) — должностное лицо, стоявшее во главе управления Финляндией в период вхождения её в состав Российской империи. Местом его постоянного пребывания был Санкт-Петербург.
Для непосредственного (помимо русских министерств) представления финляндских дел монарху с целью сохранения местной автономии Александр I учредил в 1809 г. Комиссию финляндских дел. Во главе комиссии был поставлен «статс-секретарь финляндских дел». В 1826 г. комиссия была закрыта, а глава учреждения («финляндского статс-секретариата») получил название «министра-статс-секретаря», которое сохранялось и впоследствии. В 1857 г. коллегиальное учреждение при статс-секретаре было восстановлено под названием «Комитета при статс-секретариате финляндском», а в 1891 г. вновь упразднено.
Статс-секретарь назначался императором. Первым был Μ. Μ. Сперанский. С 1811 до 1899 г. на эту должность назначались финляндские уроженцы:
- 1811—1841 Ребиндер, Роберт Иванович
- 1842—1876 Армфельт, Александр Густавович
- 1876—1881 Шернваль-Валлен, Эмилий Карлович
- 1881—1888 Брун, Фёдор Антонович
- 1888—1891 Эрнрот, Казимир Густавович
- 1891—1898 Ден, Владимир Александрович фон
- 1898—1899 Прокопе, Виктор Борисович

В 1899 году был назначен В. К. фон Плеве. Это назначение подвергалось критике как незаконное, поскольку Плеве не имел финского гражданства.
- 1904—1905 Эрштрем, Эдуард Андреевич
- 1905 Линдер, Константин Карлович
- 1906—1913 Лангоф, Карл-Фридрих-Август Фёдорович
- 1913—1917 Марков, Владимир Иванович
- 1917 Энкель, Карл Йохан
- 1917 Родичев, Фёдор Измайлович (комиссар Временного правительства по делам Финляндии).

В ведении министра-статс-секретаря находилась «императорская канцелярия по всем делам гражданского управления Финляндией». Он принимал и докладывал Императору все эти дела, через него представлялись постановления сената и генерал-губернатора Великого княжества Финляндского, он же сообщал высочайшие повеления генерал-губернатору.